# Туймазинский картонно-бумажный комбинат
Туймазинский картонно-бумажный комбинат (Туймазинская бумажная фабрика) — предприятие ЦБП России в городе Туймазы. Один из крупнейших в России производителей бумаги для гофрирования, картона, гофрокартона, упаковки, туалетной бумаги и тары для яиц.

## История
Основан в 1962 году.
Запущен в 1967 году как Туймазинская бумажная фабрика Российского потребсоюза. Первоначально производило оберточную бумагу, затем бумажные пакеты.
в 1971—1975 гг. построен цех по производству бугорчатых прокладок мощностью 140 млн шт. в год
К 1975 году Туймазинская бумажная фабрика стала крупным деревообрабатывающим предприятием в Западном районе. Предприятие на 73 % обеспечивалась сырьем (макулатурой) по системе Башпотребсоюза, остальное — из соседних районов. Основные потребители — за пределами БАССР.
В апреле 1977 года начато производство бугорчатых прокладок для яиц. К 1978 году суммарная мощность линий составляла 150 млн штук прокладок в год.
Пик объёмов производства был достигнут в 1992 году.
В 2005 году — введение в эксплуатацию новой бумагоделательной машины по изготовлению основы санитарно-гигиенической бумаги.
В 2010 году был запущен новый цех по производству гофтотары с использованием специализированного оборудования, производства Тайвань.

## Руководитель предприятия
Смородин Сергей Александрович

## Продукция
| Наименование                          | Стандарт                |
| ------------------------------------- | ----------------------- |
| Бумага для гофрирования               | ГОСТ 53206-2008         |
| Картон для плоских слоев гофрокартона | ГОСТ Р 52901-2007       |
| Тара из гофрированного картона        | ГОСТ Р 9142-90          |
| Туалетная бумага                      | ГОСТ Р 52354-2005       |
| Тара бугорчатая                       | ТУ 5481-002-01599401-94 |

## Деятельность
Комбинат оснащен бумагоделательной машиной производства «Fampa» (Польша). Ежегодный выпуск — до 45 тысяч тонн бумаги.
Цех по производству санитарно-гигиенической продукции производит около 45 миллионов рулонов.
Цех по производству гофрокартона включает в себя линию Champion Machinery (Тайвань) которая может перерабатывать рулоны форматом до 2200 мм, имеются два гофропресса, что позволяет производить 3- и 5-слойный гофрокартон профилей С,В,Е. Для изготовлении тары из гофрированного картона используются три линии с возможностью нанесения многоцветной флексографической печати. Также включает в себя упаковочное оборудование, производства Moska (Германия).
Цех по производству бугорчатой тары включает в себя две линии производства «Hartmann» производства Дании и одну линию производства известной исландской фирмы «Silfurturn».
Является одним из крупнейших производителей, занимающихся производством и реализацией упаковки для яиц.
Занимается переработкой макулатуры